# Livenza
Livenza – rzeka w północnych Włoszech, przepływająca przez regiony Friuli-Wenecja Julijska i Wenecja Euganejska. Uchodzi do Morza Adriatyckiego. Ma długość 115 km.